# Karl Frey (Politiker, 1886)
Karl Frey (* 3. September 1886 in Mengen (Schallstadt); † 4. August 1987 auf Farm Eorondema, Südwestafrika) war ein deutscher Lehrer und Geschäftsmann, Senator der Südafrikanischen Union.

## Leben und Wirken
Frey wurde als Sohn des Hauptlehrers Jakob Martin Frey geboren, lebte mit seiner Familie seit 1891 in Kippenheim und besuchte das Realgymnasium in Ettenheim. Er studierte neuere Sprachen, Englisch und Französisch sowie Deutsch und Französisch an der Universität Straßburg und der Sorbonne in Paris. Während seines Studiums wurde er 1905 Mitglied der Burschenschaft Arminia Straßburg. 1909 wurde er mit einer Dissertation über „Die klassische Götter- und Heldensage in den Dramen von Marlowe, Lyly, Kyd, Greene und Peele“ zum Dr. phil. promoviert, 1910 legte er die Lehramts-Staatsprüfung ab und trat in den großherzoglich-badischen Staatsdienst als Lehrer ein. Er unterrichtete am Gymnasium in Durlach und der Goetheschule in Karlsruhe. 1911/12 war er Einjährig-Freiwilliger beim Infanterie-Regiment „König Wilhelm II. von Württemberg“ (6. Königlich Sächsisches) Nr. 105 in Straßburg. 
1912 war er an der Oberrealschule/Lessingschule in Mannheim tätig, wanderte im gleichen Jahr jedoch nach Deutsch-Südwestafrika aus, wo er Oberlehrer der kaiserlichen Realschule in Windhoek wurde. Am 4. August 1914 heiratete er Christine Henriette Nissen-Lass (* 1892).
Am Ersten Weltkrieg nahm er ab 1914 als Angehöriger der Kaiserlichen Schutztruppe teil und geriet alsbald in Kriegsgefangenschaft, so dass er erst 1915 wieder in den Schuldienst in Windhoek treten konnte. 1920 gründete er den Deutschen Schulverein Windhoek. 1923 wurde er, obgleich deutscher Staatsbürger, durch eine Intervention von Premierminister Jan Christiaan Smuts in den Staatsdienst der Südafrikanische Union übernommen, und war von 1923 bis 1939 Zweiter Schulinspektor. In dieser Funktion war er maßgeblich am Aufbau des Schulsystems für die eingeborene Bevölkerung beteiligt, das bis dahin nicht in dieser Form existierte. 1940 bis 1946 war er in mehreren Internierungslagern in Südafrika inhaftiert. Nach seiner Freilassung kaufte er die Farm Eorondema in Südwestafrika und wurde 1946 pensioniert. 1950 wurde er in die von ihm angeregte Schulkommission berufen, die sich mit dem Auf- und Ausbau des öffentlichen und privaten Schulwesens beschäftigte. Er setzte sich für die Einführung von Deutsch als dritter Landessprache ein. 1958 wurde er Senator für Südwestafrika im Senat der Südafrikanischen Union (Nationale Partei). Frey war ein überzeugter Anhänger der Apartheid und warnte mehrfach vor dem Untergang des weißen Südafrika.

## Veröffentlichungen
Frey veröffentlichte unter anderem ein Erdkundelehrbuch sowie eine Schulwanderkarte von Südwestafrika.
- Die klassische Götter- und Heldensage in den Dramen von Marlowe, Lyly, Kyd, Greene und Peele. Karlsruhe 1909. Dissertation Universität Straßburg, 1909.
- A regional geography of South West Africa. Windhoek, South West Africa 1924.